# Rothschildia rhombifer
Rothschildia rhombifer är en fjärilsart som beskrevs av Hermann Burmeister 1878. Rothschildia rhombifer ingår i släktet Rothschildia och familjen påfågelsspinnare. Inga underarter finns listade.